# 李頻
李頻（り ひん、818年 - 876年）は、晩唐の政治家・詩人。字は徳新。本貫は睦州寿昌県。

## 経歴
成長すると西山に廬を結び、読書と著述にはげんだ。文章にすぐれ、詩を最も得意とした。給事中姚合の娘を妻に迎えた。 
大中8年（854年）、進士に及第した。秘書郎に任じられ、南陵県主簿として出向した。武功県令に転じた。当時関中の郡県は神策軍の専横や不法を取り締まらずに放置していたが、李頻が県令として赴任すると、神策士の尚君慶を摘発して処罰した。また六門堰の浚渫をおこなって灌漑を進め、農産を回復させた。懿宗の目にとまって侍御史に抜擢され、都官員外郎に累進した。乾符2年（875年）、建州刺史に任じられた。このころ朝政は乱れ、各地で反乱が相次いだが、建州は李頻の統治のもと比較的平穏であった。在官のまま死去した。永楽州に葬られ、梨山に廟が立てられた。

## 伝記資料
- 『新唐書』巻203 列伝第128 文芸下